# Gold (album September)
Gold – to pierwsza składanka, która została wydana na europejskim rynku przez September. Zawiera ona piosenki z albumów In Orbit i Dancing Shoes. „Because I Love You” został wydany jako singel promocyjny i jest jedynym z tego albumu.

## Lista utworów

### CD
1. „Cry for You” (UK Radio Edit) – 2:45
2. „Because I Love You” (JvD Radio Edit) – 3:16
3. „Can’t Get Over” – 3:02
4. „Candy Love” – 2:46
5. „R.I.P.” – 3:49
6. „Looking for Love – 3:24
7. „Satellites” – 3:16
8. „Flowers on the Grave – 4:17
9. „It Doesn’t Matter” – 3:45
10. „Sacrifice” – 3:56
11. „Sad Song” – 2:57
12. „Freaking Out” – 3:23
13. „Taboo” – 3:43
14. „Midnight Heartache” – 3:44
15. „Until I Die” – 3:44
16. „End of the Rainbow” – 3:37

Bonus Tracks
1. „Because I Love You” (Jazzy Candlelight Version) – 3:52
2. „Cry for You” (Candlelight Remix) – 3:06
3. „Satellites” (Live Acoustic Version) – 3:02

### DVD
1. „Cry for You” (UK Video) – 2:48
2. „Cry for You” (Live Acoustic Version) – 2:58

## Daty wydania
| Kraj       | Data              | Format               |
| ---------- | ----------------- | -------------------- |
| Austria    | 14 listopada 2008 | CD, Digital Download |
| Niemcy     | 14 listopada 2008 | CD, Digital Download |
| Szwajcaria | 14 listopada 2008 | CD, Digital Download |
| Finlandia  | 26 listopada 2008 | CD, Digital Download |
| Szwecja    | 17 grudnia 2008   | CD, Digital Download |
| Rosja      | 13 kwietnia, 2009 | CD, Digital Download |
| Australia  | 12 czerwca, 2009  | CD, Digital Download |